# Palais des vents
Le palais des vents (Hawa Mahal) est un bâtiment construit à la fin du XVIIIe siècle à Jaipur, capitale du Rajasthan en Inde. Il est considéré comme l'une des merveilles de l'architecture radjpoute.
Construit en grès rouge et rose, le palais se trouve en bordure du City Palace de Jaipur et s'étend jusqu'au harem royal.

## Histoire
Le palais a été construit en 1799 par le mahârâja Sawâi Pratap Singh qui avait été impressionné par la structure unique du Khetri Mahal (en) connu également sous le nom de « palais des vents » de Jhunjhunu, une autre ville du Rajasthan. Le palais des vents avait pour réputation d'être le lieu favori du maharaja Jai Singh III.
L'édifice a été conçu par l'architecte Lal Chand Ustad sur le modèle de la couronne de Krishna, le dieu hindou. 
En 2006, des travaux de restauration et de rénovation du palais ont été entrepris, après une interruption de 50 ans, pour rajeunir le monument. Le coût des travaux a été estimé à 4 568 millions de roupies. Pour ce faire, il a été fait appel au mécénat d'entreprises indiennes.
L'édifice est maintenu par le département archéologique du Gouvernement du Rajasthan.

## Description
Le palais est un monument en forme de pyramide de cinq étages qui s'élève à 15 m. Les trois premiers étages de la structure ont la largeur d'une seule pièce, tandis que les premier et deuxième étages ont des balcons en plus.
Son unique façade de cinq étages s'apparente au nid d'abeille d'une ruche avec ses multiples Jharokhâ décorées de treillis complexes, les jalis de pierre et - paraît-il - de 953 petites fenêtres à volets de bois. 
L'intention initiale était de permettre aux dames du harem royal d'observer la vie quotidienne dans la rue en dessous sans être vues, car elles devaient obéir strictement à la pratique du « purdah ».  Ces claustras finement sculptées, permettaient également par effet venturi à un air relativement plus frais de circuler à travers l'édifice pendant les étés torrides de cette région.

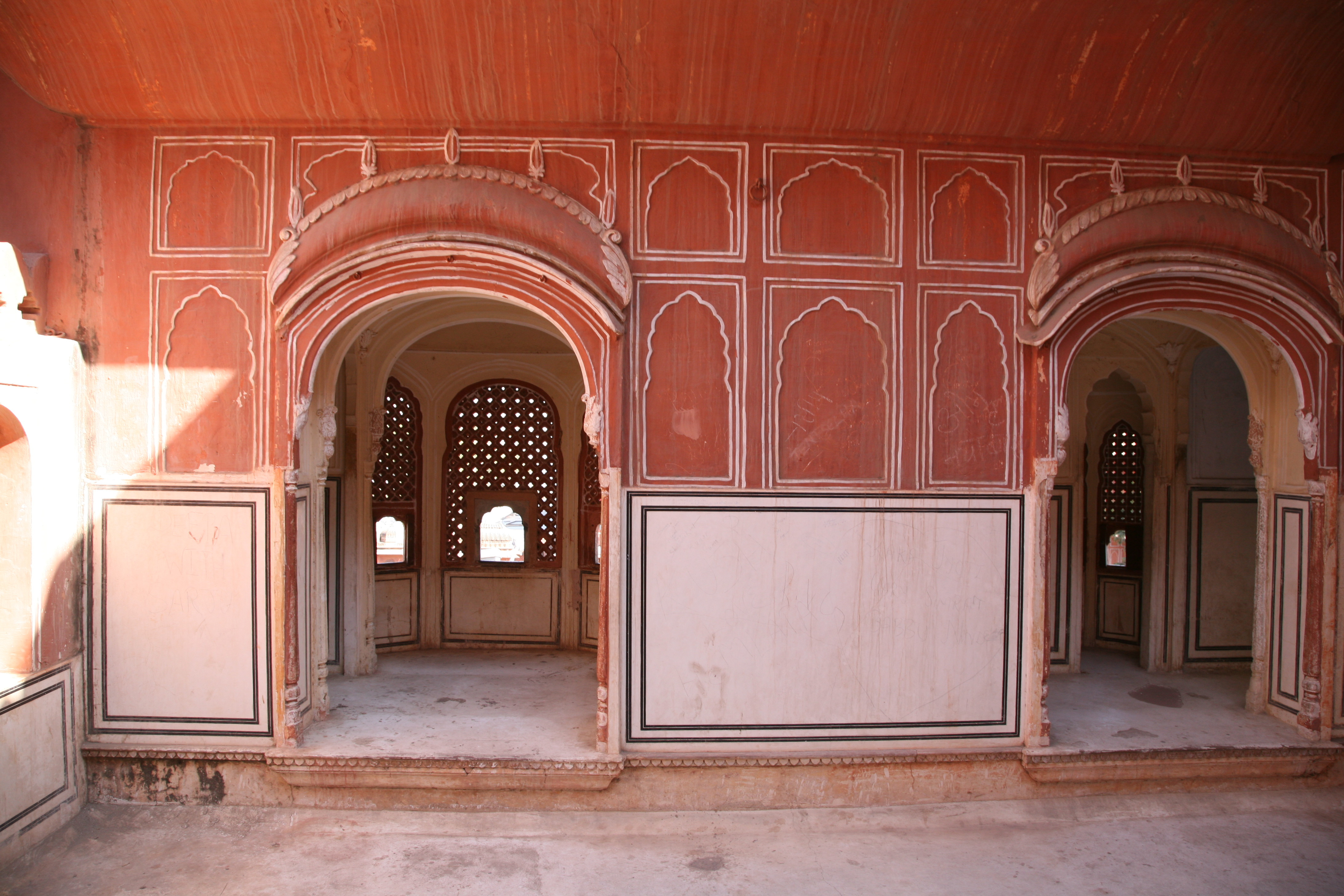
Loges semi-octogonales

La façade semble être composé d'une multitude d'oriels semi-octogonaux (13 pour chacun des 4 premiers étages et 9 pour le dernier), donnant au monument son cachet unique. La face intérieure à l'arrière du bâtiment se compose de pièces utilitaires avec des piliers, des couloirs et une décoration minimale jusqu'en haut. Les pièces sont de simples salles de marbres de différentes couleurs, égayées par des panneaux incrustés ou de la dorure, tandis que des fontaines ornent le centre de la cour. Les deux étages supérieurs sont accessibles par des plans inclinés.
L'entrée au palais des vents du côté du palais du maharadja se fait par une porte réservée à la suite royale à partir d'une grande cour (aujourd'hui cours du Musée archéologique), bordée de bâtiments à étages sur trois côtés, le palais des vents étant à l'est.
Le palais des vents est construit en grès rouge et rose sable, en harmonie avec le décor des autres monuments de la ville rose, surnom donné à Jaipur. Son style architectural est l'une des illustrations de la fusion des architectures rajput (hindoue) et de l'architecture moghole (islamique). Le style rajput est illustré par les dais bombés, les piliers cannelés, le lotus et les motifs floraux, le style islamique est représenté par le travail de la pierre incrustée, par les jalis et les arches (alors que son homologue le Palais des vents de Fatehpur-Sikri ou Panch Mahal est à toits plats.

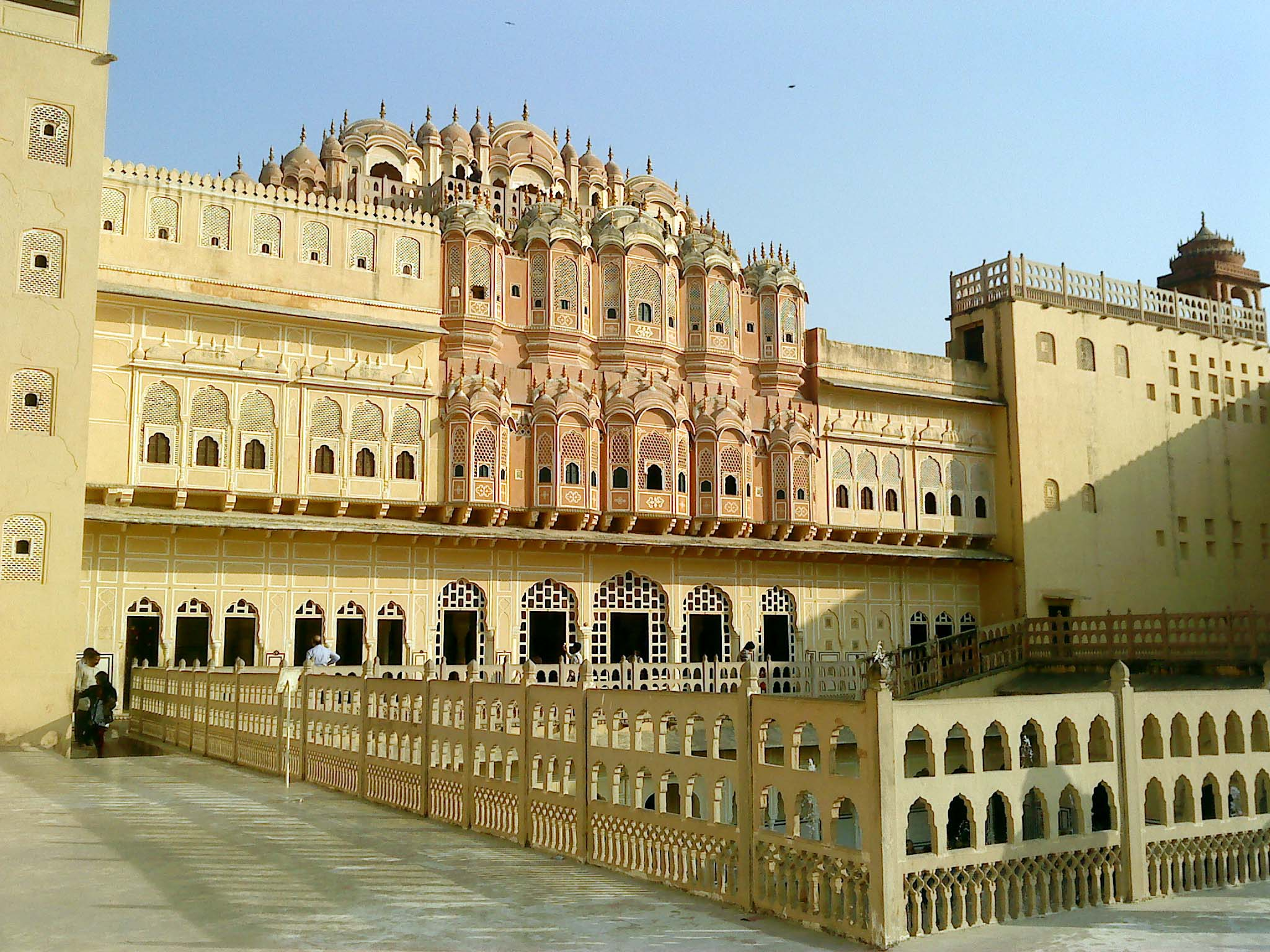
Vue depuis le City Palace.
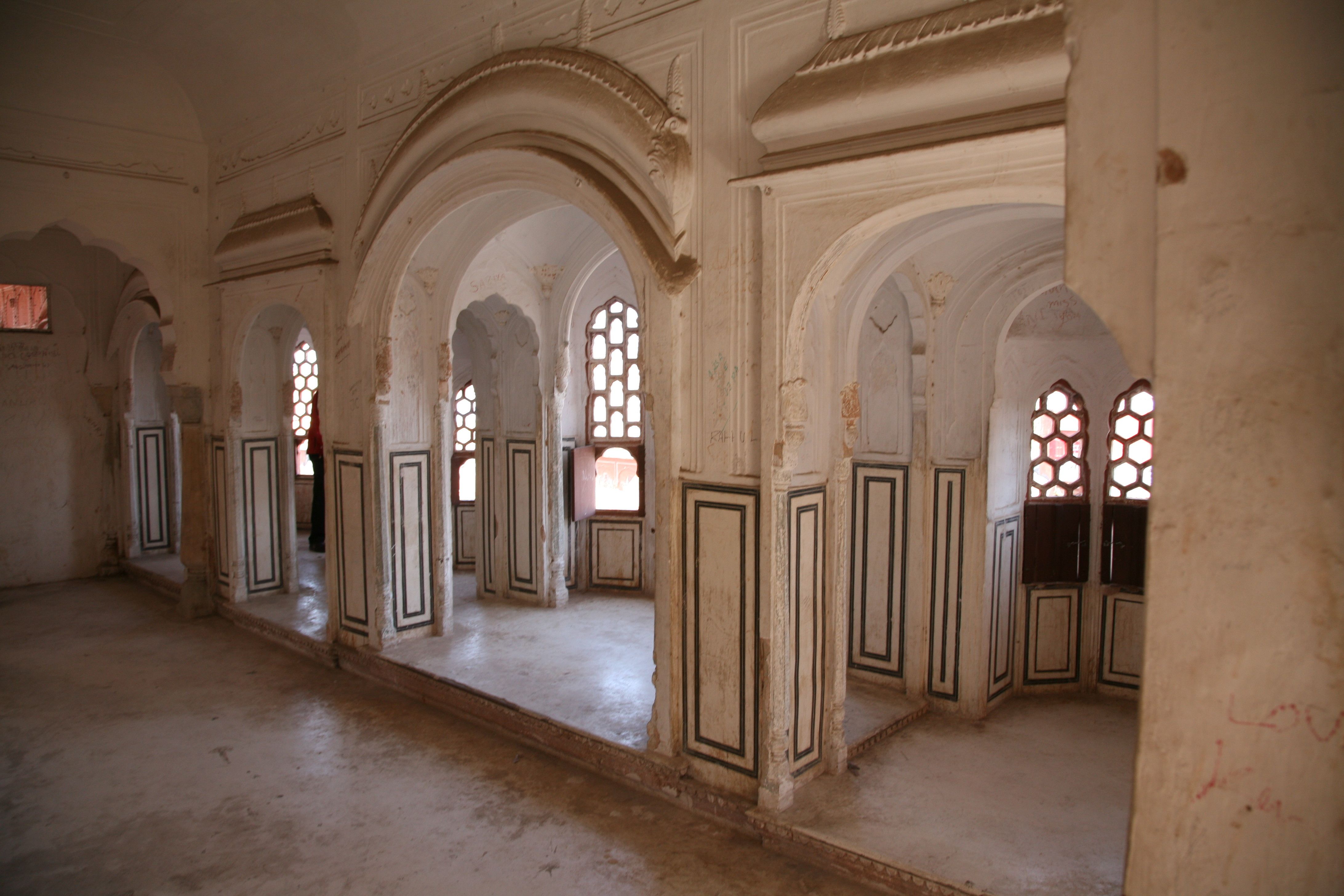
Intérieur.
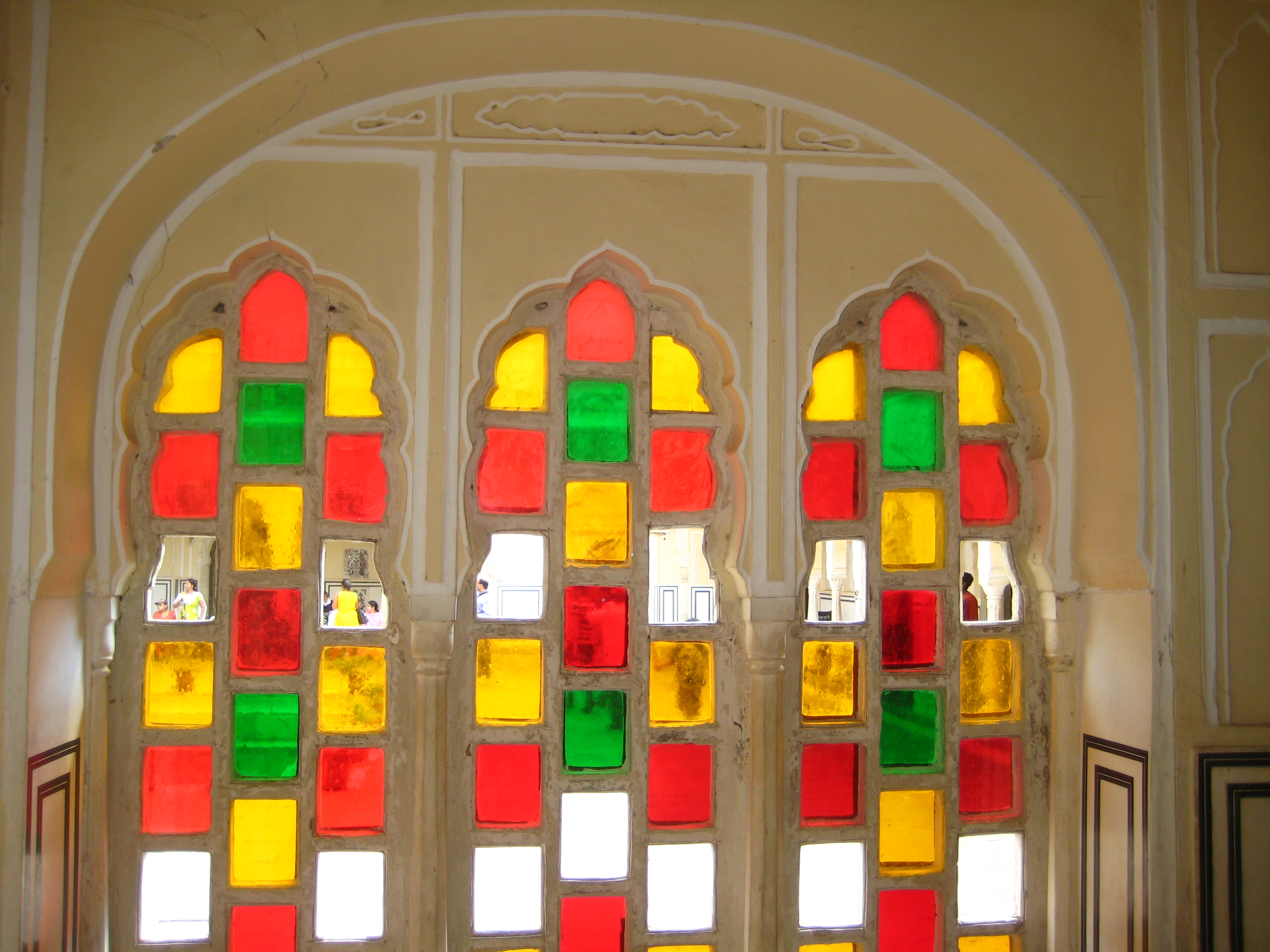
Vitraux.
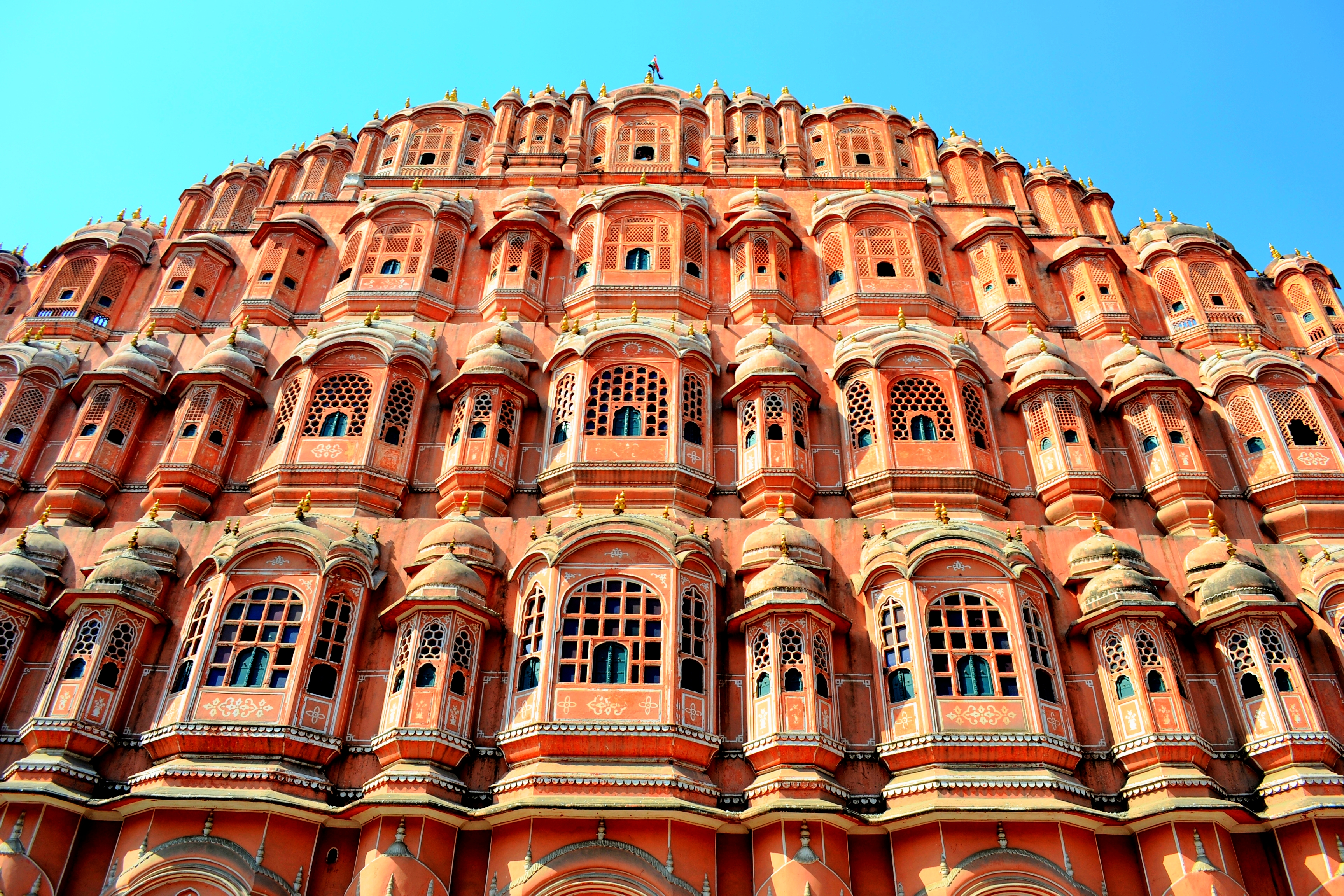
Détail de la façade sur la rue
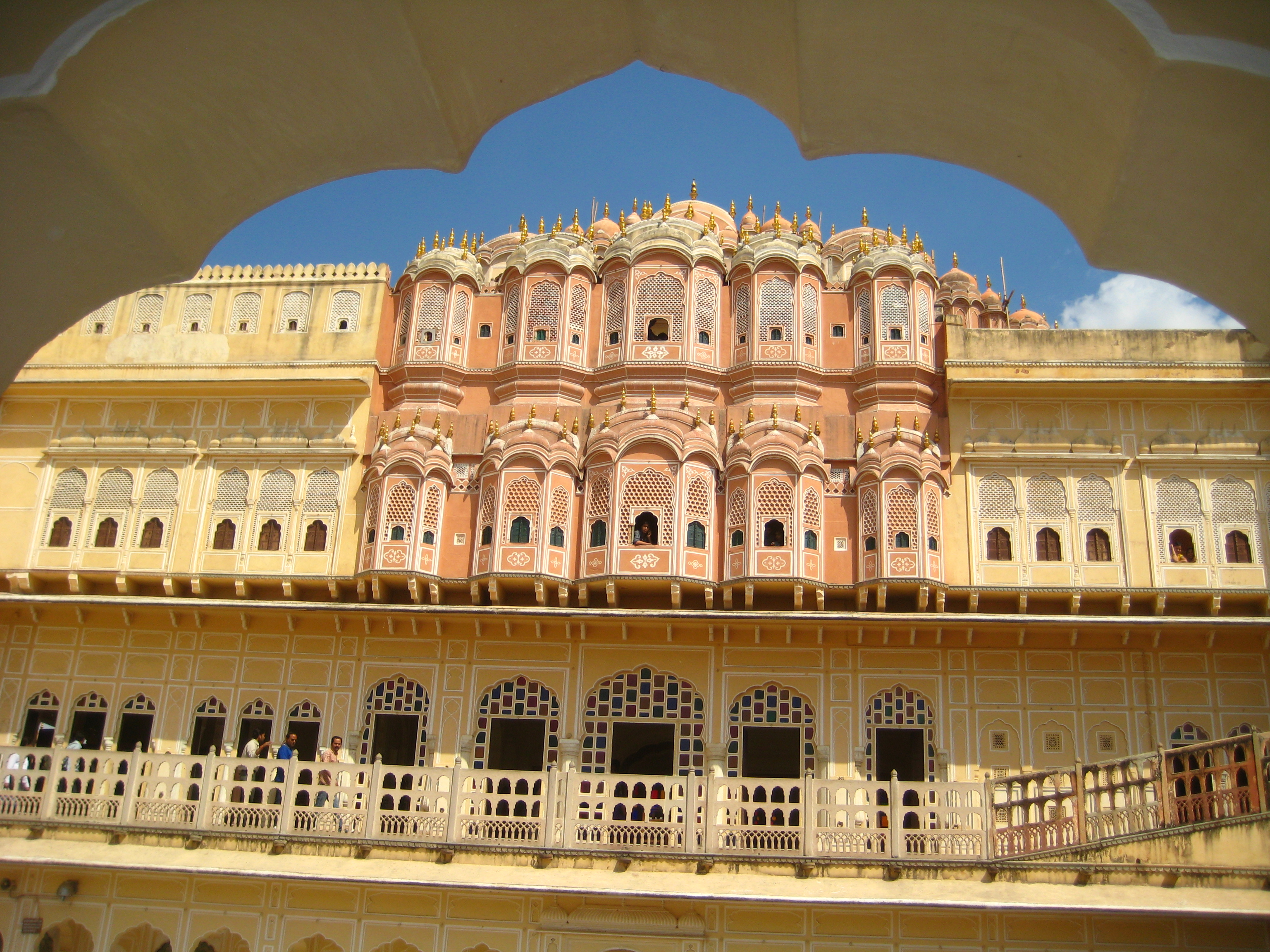
Vue arrière des étages supérieurs